# At It Again (film 1912)
At It Again è un cortometraggio muto del 1912 diretto da Mack Sennett, interpretato, oltre che Sennett, da Fred Mace, Mabel Normand e Ford Sterling.

## Trama
Dopo aver ricevuto una lettera anonima, una donna ingaggia due detective per indagare sulle scappatelle del marito. I due investigatori, però, sbagliano uomo, mettendosi a pedinare un altro e arrestandolo quando questi si trova insieme alla moglie, creduta un'amante. L'uomo si rivela essere il capo della polizia.

## Produzione
Prodotto da Mack Sennett e dalla Keystone.

## Distribuzione
Prodotto dalla Mutual Film, il cortometraggio uscì nelle sale il 4 novembre 1912. Nelle proiezioni, veniva programmato con il sistema dello split reel, accorpato in un'unica bobina con un altro cortometraggio diretto da Sennett, Mabel's Lovers.